# Tenzin Wangchuk Khan
Tenzin Wangchuk Khan, également appelé Wangyal (mongol : ᠸᠠᠩᠵᠢᠯ
ᠬᠠᠭᠠᠨ, VPMC : wangjil qaɣan, cyrillique : Ванжил хаан, MNS : Vanjil Khaan), est un khan mongol, chef de la tribu des Qoshots - Oïrats et Roi du Tibet. Tenzin Wangchuk Khan est le fils de Dalai Khan, auquel il succéda pour régner entre 1701 et 1703. Cette année, il a été empoisonné par son frère Lkhazang Khan qui a ensuite pris la relève du pouvoir sur le Tibet,. 